# Winkelminute
Eine Winkelminute, auch Bogenminute oder Minute (von lateinisch pars minuta ‚verminderter Teil‘) genannt, ist der sechzigste Teil eines Winkelgrads. Als Unterteilung der Maßeinheit Grad dient sie zur Angabe der Größe ebener Winkel.
Der Vollwinkel wird in 360 Grad unterteilt. Ein Grad wird in 60 Winkelminuten unterteilt: 1° = 60′. Somit entspricht eine Winkelminute {\displaystyle 1^{\prime }={\frac {\;1^{\circ }}{60}}=0{,}01{\overline {6}}{}^{\circ }}
Eine Winkelminute wiederum besteht aus 60 Winkelsekunden: 1′ = 60″; somit gilt: 1° = 3600″. Als Dezimalminute bezeichnet man eine Angabe der Minuten mit Dezimalstellen statt Winkelsekunden.
Zu beachten ist, dass (entsprechend dieser Definition) eine Größenangabe in Bogenminuten trotz des gleichen Präfixes „Bogen-“ nichts mit einer Angabe im Bogenmaß zu tun hat. Nicht zu verwechseln sind die Winkeleinheiten Minute und Sekunde überdies mit der Angabe von äquatorialen Winkeln in Stunden, (Zeit-)Minuten und (Zeit-)Sekunden im Zeitmaß der Astronomie.
Die Winkelminute gehört zwar nicht zum Internationalen Einheitensystem (SI), ist zum Gebrauch mit dem SI aber zugelassen. Dadurch ist sie eine gesetzliche Maßeinheit.

## Schreibweise
Analog zur üblichen Angabe von Uhrzeiten werden Winkel auch in einer Schreibweise, die Grad, Minuten und Sekunden gemeinsam verwendet, angegeben. Der anzugebende Winkel wird dabei als Summe von drei Winkeln dargestellt, wobei die Zahlenwerte vor den Minuten und Sekunden kleiner als 60 sind. Diese Schreibweise wird zum Beispiel bei geographischen Koordinaten für die Angabe von Längengrad und Breitengrad verwendet. 51° 14′ 4,2″ ist die Schreibweise für 51 Grad + 14 Winkelminuten + 4,2 Winkelsekunden.
Das Einheitenzeichen für die Winkelminute besteht aus einem geraden, geneigten, hochgestellten Strich: 1′ = 1 Minute. Das typographisch korrekte Zeichen im Unicode ist Prime, Code U+2032. Ersatzweise wird auch ein vertikaler Strich (') verwendet. Auf Schreibmaschine oder PC nutzt man oft den Apostroph. Das Einheitenzeichen wird ohne Lücke unmittelbar hinter der letzten Ziffer des Zahlenwertes geschrieben, wie auch bei den Einheitenzeichen der Winkeleinheiten Grad und Sekunde (abweichend von der allgemeinen Regel, die ein Leerzeichen zwischen Zahlenwert und Einheitensymbol vorschreibt). Siehe auch Gradzeichen.

## Umrechnung
{\displaystyle {\begin{aligned}&{\text{Winkel (in Grad)}}=\\&={\text{Grad}}+{\frac {\text{Winkelminuten}}{60}}+{\frac {\text{Winkelsekunden}}{3600}}\\&={\text{Grad}}+{\frac {{\text{Winkelminute}}+{\frac {\text{Winkelsekunden}}{60}}}{60}}\end{aligned}}}
Letztere Schreibweise wird im folgenden Beispiel benutzt:

51° 14′ 4,2″ (sprich: 51 Grad, 14 Minuten, 4,2 Sekunden) lassen sich wie folgt in Dezimalschreibweise umrechnen:
|  | ◾ zunächst die Sekunden in Minuten |  | 4,2″ · 1′ / 60″ = 0,07′     |
|  | ◾ ergibt                           |  | 51° 14,07′                  |
|  | ◾ die Minuten in Grad              |  | 14,07′ · 1° / 60′ = 0,2345° |
|  | ◾ insgesamt also                   |  | 51° + 0,2345° = 51,2345°.   |

Die Umrechnung von Dezimalgrad in Grad-Minuten-Sekunden erfolgt,
indem der Dezimalteil zunächst mit 60 multipliziert wird.
0,2345° · 60′ / 1° = 14,07′
Die daraus resultierende Ganzzahl sind die Winkelminuten. Der verbleibende Dezimalteil wird wieder mit
60 multipliziert.
0,07′ · 60″ / 1′ = 4,2″
Die daraus resultierende Zahl sind die Sekunden.

## Beispiele
- Eine Winkelminute entspricht ungefähr dem Winkel, unter dem eine Strecke von 1 m Länge aus einer Entfernung von 3440 m erscheint.
- Ein Standard-Fußball mit 22 cm Durchmesser deckt in 756 m Entfernung eine Winkelminute ab.
- Als Größenvergleich für eine Winkelminute kann auch der Mond herangezogen werden. Für einen Beobachter auf der Erde erstreckt sich der gesamte Durchmesser des Mondes im Mittel über einen Winkelbereich von etwa 32 Winkelminuten.
- Auf der Erdoberfläche entspricht eine Winkelminute eines Erd-Großkreises etwa 1852 m. Daraus ist auch die Seemeile abgeleitet.
- Auf 100 m Entfernung entspricht eine Winkelminute ca. 2,91 cm. Die Einheit Winkelminute (engl. MOA) wird in der Ballistik unter anderem für Präzisionsangaben von Streukreisen verwendet oder beim Einstellen von Zielfernrohren, die meist im angloamerikanischen Raum verwendet werden.